# Monika Kowalska (politolożka)
Monika Janas-Kowalska – polska politolożka, doktor habilitowana.

## Życiorys
Studiowała politologię i prawo, uzyskała tytuł magistra politologii w 1994 roku na Uniwersytecie Marii Curie-Skłodowskiej w Lublinie. Uzyskała stopień doktora nauk humanistycznych (nauki o polityce) w 2001 roku na Uniwersytecie Marii Curie-Skłodowskiej na podstawie pracy pt. Sejmowa kontrola działalności rządu i jego odpowiedzialność w latach 1989-1997. Habilitowała się w dziedzinie nauk społecznych (nauki o polityce) w 2018 roku na Uniwersytecie Marii Curie-Skłodowskiej na podstawie pracy pt. Odpowiedzialność członków egzekutywy przed Trybunałem Stanu w III Rzeczypospolitej Polskiej. Jest zatrudniona na Uniwersytecie Marii Curie-Skłodowskiej od października 1995 roku. Pracowała także w Puławskiej Szkole Wyższej od października 2002 do grudnia 2012 roku. Pracuje w Katedrze Systemów Politycznych i Praw Człowieka w Instytucie Nauk o Polityce i Administracji Wydziału Politologii i Dziennikarstwa Uniwersytetu Marii Curie-Skłodowskiej w Lublinie na stanowisku adiunkta. 

## Dorobek naukowy
Zajmuje się polskim systemem politycznym, organami ochrony prawa, systemami politycznymi, przemianami ustrojowymi. Publikowała m.in. w czasopiśmie „Horyzonty Polityki”.